# Racing Point Force India
Racing Point Force India Formula One Team — це назва, під якою Racing Point UK брала участь у  другій половині сезону Формули-1 2018 року. Команда використовувала назву конструктора «Force India», змагалася за британською ліцензією і базувалася в Сільверстоуні, Велика Британія.
Команда була створена в серпні 2018 року, коли інвестори придбали активи команди Sahara Force India, яка знаходилась під адміністрацією. До консорціуму інвесторів увійшли Андре Десмараїс, Джонатан Дудман, Джон Д. Айдол, Джон Маккоу молодший, Майкл де Піччотто та Сайлас Чоу під назвою Racing Point UK Ltd. і їх очолив Лоуренс Стролл, батько тодішнього гонщика Williams Ленса Стролла. Команда дебютувала на Гран-прі Бельгії 2018 року.
У лютому 2019 року команда була перейменована на Racing Point F1 Team.

## Історія

### Передумова створення
27 липня 2018 року Force India Formula One Team Limited, оператор команди Force India протягом одинадцяти сезонів, була введена під адміністрацію. До 2 серпня 2018 року її активи придбала компанія Racing Point UK Limited, створена групою інвесторів на чолі з Лоуренсом Строллом. Нова компанія створила нового конструктора та увійшла в спорт перед Гран-прі Бельгії 2018 року, зайнявши звільнену позицію оригінальної команди Force India.
У грудні 2018 року FIA вперше опублікувала список учасників сезону Формули-1 2019 року, підтвердивши, що Racing Point має намір відмовитися від назви Force India і візьме участь у чемпіонаті 2019 року як новий конструктор під назвою Racing Point F1 Team.

### Сезон 2018

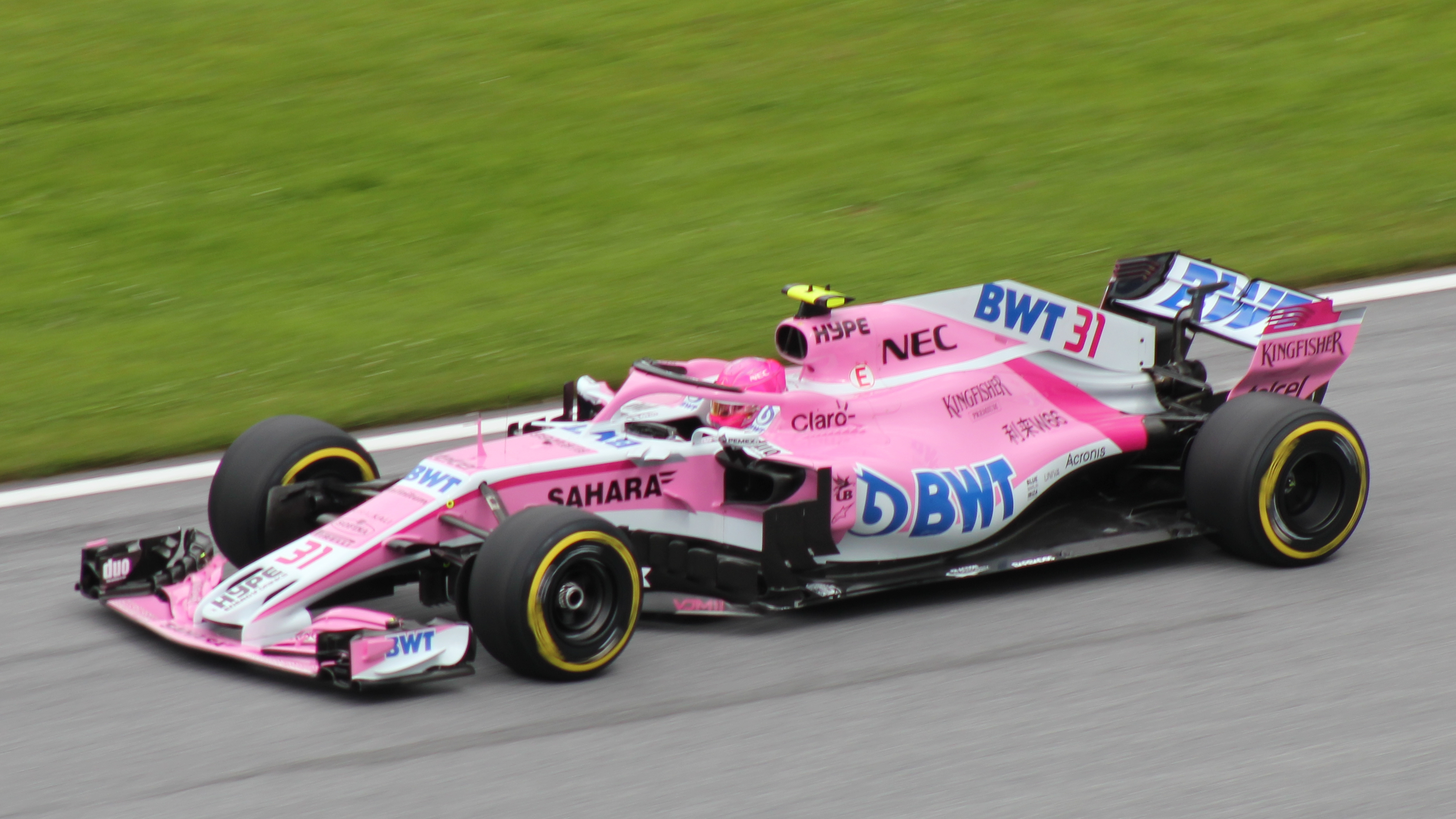
Естебан Окон за кермом Force India VJM11

Під час підготовки до Гран-прі Бельгії 2018 року команда не була впевнена, чи зможе вони взяти участь у перегонах, оскільки консорціум, який виграв тендер на купівлю команди Force India, мав отримати схвалення 13 індійських банків, які мали фінансові претензії до команди. Повне схвалення надійшло після закінчення терміну, тому консорціум придбав активи старої команди, а не саму команду. Потім новоствореній команді довелося подати заявку на участь у чемпіонаті Формули-1 під новою назвою, зберігши назву шасі як частину нової назви конструктора, що призвело до додавання «Racing Point» до назви шасі «Force India». FIA виключила колишню заявку Force India з чемпіонату «через її нездатність завершити сезон» і привітала нову команду (Racing Point Force India F1 Team), яка змогла взяти участь у Гран-прі Бельгії, але команді не було дозволено зберегти будь-які очки старої команди. Гонщики, однак, змогли зберегти свої очки в особистому заліку. Відповідно до спеціальної угоди та за одностайного схвалення дев’яти інших команд, новій команді було дозволено зберегти призові, які стара команда заробила за попередні роки під назвою Sahara Force India.
На Гран-прі Бельгії Force India зайняла 3-е та 4-те місця під час кваліфікації, яка пройшла під час дощу в фінальному сегменті. У перегонах вони посіли 5-е та 6-те місця, таким чином здобувши 18 очок, що дозволило їм зайняти 9-е місце в Кубку конструкторів після завершення їхнього першого Гран-прі. Наступну гонку в Італії вони закінчили на 6-му та 7-му місцях, таким чином підскочивши на 7-е місце в Кубку конструкторів, випередивши Sauber, Toro Rosso та Williams. Гран-прі Сінгапуру став катастрофою для команди, оскільки Серхіо Перес зіткнувся зі своїм напарником по команді Естебаном Оконом на першому колі. Окон зійшов миттєво перед тим, як Перес зіткнувся з Сергієм Сироткіним і фінішував у гонці 16-м. Racing Point Force India набрала в цілому 52 очки в сезоні 2018 року і завершила сезон на 7-му місці, випередивши Sauber на 4 очки і відстаючи від McLaren на 7 очок.

## Результати в Формулі-1
| Рік      | Шасі  | Двигун                          | Шини | Пілот        | 1   | 2   | 3   | 4   | 5   | 6   | 7   | 8   | 9   | 10  | 11  | 12  | 13  | 14  | 15   | 16  | 17  | 18  | 19   | 20  | 21   | Очки | Місце |
| -------- | ----- | ------------------------------- | ---- | ------------ | --- | --- | --- | --- | --- | --- | --- | --- | --- | --- | --- | --- | --- | --- | ---- | --- | --- | --- | ---- | --- | ---- | ---- | ----- |
| 2018     | VJM11 | Mercedes M09 EQ Power+ 1.6 V6 t | P    |              | АВС | БАХ | КИТ | АЗЕ | ІСП | МОН | КАН | ФРА | АВТ | ВЕЛ | НІМ | УГО | БЕЛ | ІТА | СІН  | РОС | ЯПО | США | МЕК  | БРА | АБУ  | 52   | 7     |
| 2018     | VJM11 | Mercedes M09 EQ Power+ 1.6 V6 t | P    | Серхіо Перес |     |     |     |     |     |     |     |     |     |     |     |     | 5   | 7   | 16   | 10  | 7   | 8   | Схід | 10  | 8    | 52   | 7     |
| 2018     | VJM11 | Mercedes M09 EQ Power+ 1.6 V6 t | P    | Естебан Окон |     |     |     |     |     |     |     |     |     |     |     |     | 6   | 6   | Схід | 9   | 9   | ДСК | 11   | 14  | Схід | 52   | 7     |
| Джерело: |       |                                 |      |              |     |     |     |     |     |     |     |     |     |     |     |     |     |     |      |     |     |     |      |     |      |      |       |